# Malaysia International 2023
Die Malaysia International 2023 im Badminton fanden vom 14. bis zum 19. November 2023 in Ipoh statt. Der vollständige Name der Veranstaltung war Petronas Malaysia International Challenge 2023.

## Sieger und Platzierte
| Veranstaltung | Gold                          | Silber                                | Bronze                        |
| ------------- | ----------------------------- | ------------------------------------- | ----------------------------- |
| Herreneinzel  | Minoru Koga                   | Takuma Kawamoto                       | Lin Kuan-ting                 |
| Herreneinzel  | Minoru Koga                   | Takuma Kawamoto                       | Riki Takei                    |
| Dameneinzel   | Miho Kayama                   | Wong Ling Ching                       | Hsieh Yi-en                   |
| Dameneinzel   | Miho Kayama                   | Wong Ling Ching                       | Yulia Yosephine Susanto       |
| Herrendoppel  | Takuto Inoue Masayuki Onodera | M. Fazriq Mohamad Razif Wong Vin Sean | Lau Yi Sheng Lee Yi Bo        |
| Herrendoppel  | Takuto Inoue Masayuki Onodera | M. Fazriq Mohamad Razif Wong Vin Sean | Kazuki Shibata Naoki Yamada   |
| Damendoppel   | Lin Chih-chun Sung Yu-hsuan   | Ng Qi Xuan Yap Yee                    | Chiu Pin-chian Tung Ciou-tong |
| Damendoppel   | Lin Chih-chun Sung Yu-hsuan   | Ng Qi Xuan Yap Yee                    | Kokona Ishikawa Mio Konegawa  |
| Mixed         | Hoo Pang Ron Cheng Su Yin     | Lin Yu-chieh Hsu Yin-hui              | Wee Yee Hern Ng Qi Xuan       |
| Mixed         | Hoo Pang Ron Cheng Su Yin     | Lin Yu-chieh Hsu Yin-hui              | Faris Zaim Yap Rui Chen       |